# Municipio de Lyle
El municipio de Lyle (en inglés: Lyle Township) es un municipio ubicado en el condado de Mower en el estado estadounidense de Minnesota. En el año 2010 tenía una población de 356 habitantes y una densidad poblacional de 3,88 personas por km².

## Geografía
El municipio de Lyle se encuentra ubicado en las coordenadas 43°32′39″N 92°59′26″O / 43.54417, -92.99056. Según la Oficina del Censo de los Estados Unidos, el municipio tiene una superficie total de 91.84 km², de la cual 91,84 km² corresponden a tierra firme y (0 %) 0 km² es agua.

## Demografía
Según el censo de 2010, había 356 personas residiendo en el municipio de Lyle. La densidad de población era de 3,88 hab./km². De los 356 habitantes, el municipio de Lyle estaba compuesto por el 98,6 % blancos, el 0,56 % eran asiáticos, el 0,56 % eran de otras razas y el 0,28 % eran de una mezcla de razas. Del total de la población el 2,81 % eran hispanos o latinos de cualquier raza.